# Челику, Флорент
Флорент Челику (алб. Florent Çeliku ; 1968, Тирана — 4 января 2014, там же) — албанский государственный и дипломатический деятель. Заместитель министра иностранных дел Албании. Чрезвычайный и полномочный посол Республики Албании.

## Биография
Окончил филологический факультет университета Тираны. Затем работал в Институте языкознания Академии наук в Тиране, читал лекции на факультете образования Тиранского университета.
В 1992 году окончил Венскую дипломатическую академию и Институт внешней службы (Государственный департамент США).
До 1992 года работал в Академии наук Албании, Институте лингвистики, преподавателем факультета филологии университета Тираны. Занимался научной деятельностью, активно сотрудничал с престижными научными учреждениями, культурными организациями, албанскими и зарубежными образовательными учреждениями, в том числе Академией наук Албании, албанскими университетами, институтами Польши, Австрии, Франции.
С 1992 года — на дипломатической службе Албании. Начал работу консулом в посольстве Албании в Варшаве. До 2008 года занимал должность заместителя министра иностранных дел, координировал членство Албании в НАТО.
С 2007 года — Чрезвычайный и полномочный посол Республики Албании в Польше и по совместительству в Республиках Эстония, Латвия, Литва и на Украине.
Мусульманин. Участвовал в подписании Амманской декларации (2004), призывающей к толерантности и единству мусульманского мира.
Умер от тяжелой болезни.
За выдающиеся успехи и заслуги награждён польском орденом Заслуг перед Республикой Польша (посмертно).